# Distretto di Susuz
Il distretto di Susuz (in turco Susuz ilçesi) è uno dei distretti della provincia di Kars, in Turchia.